# Амфимах (сын Ктеата)
Амфимах (др.-греч. Ἀμφίμαχος). Персонаж древнегреческой мифологии, из Элиды. Сын Ктеата и Фероники. Жених Елены. От элейцев привёл под Трою 40 кораблей, командовал 10 из них (либо привел 10 кораблей). Испорченный текст о его браке из Гесиода, упомянута гора Фея в Элиде. Убит Гектором. Умер под Илионом.